# Ulrica Lindström
Ulrica Lindström, född 30 mars 1979 i Örnsköldsvik, är en svensk ishockeyspelare.
Lindström deltog i Olympiska vinterspelen 2002 i Salt Lake City, där laget vann brons.